# Raven von Barnekow
Raven Freiherr von Barnekow (ur. 10 marca 1897 w Schwerin, zm. 8 grudnia 1941) – as lotnictwa niemieckiego z 11 zwycięstwami w I wojnie światowej.

## Życiorys
Służył pułku ułanów, w marcu 1915 roku został przeniesiony do piechoty, a od lutego 1917 roku był przydzielony do niemieckich sił powietrznych Luftstreitkräfte.
Po przejściu szkolenia lotniczego w Fliegerersatz Abteilung Nr. 5 został przydzielony jako pilot do eskadry myśliwskiej Jagdstaffel 4, w której służył ze swoim późniejszym przyjacielem Ersnstem Udetem pod dowództwem Kurt-Bertrama von Döring. W grudniu 1917 został skierowany do Jagdstaffel 11, z której powrócił do Jasta 4 w lutym 1918 roku.
10 marca Raven von Barnekow uzyskał kolejny przydział, tym razem do dowodzonej przez Joachima von Busse Jagdstaffel 20. W jednostce odniósł swoje pierwsze zwycięstwo powietrzne. 12 maja 1918 roku zestrzelił samolot Royal Aircraft Factory S.E.5 pilotowany przez asa z No. 74 Squadron RAF Henry'ego Erica Dolana, który zginął. Do połowy czerwca 1918 roku miał już na koncie 4 zestrzelone samoloty nieprzyjaciela.  W połowie sierpnia von Barnekow ponownie znalazł się w Jasta 11. 23 sierpnia został lekko ranny. Na początku września wrócił do Jagdstaffel 20 aby odnieść swoje piąte zwycięstwo, dające mu tytuł asa, 2 września.
W połowie września został przeniesiony do Jasta 1. W jednostce służył do końca wojny odnosząc jeszcze 6 potwierdzonych zwycięstw powietrznych.
W czasie II wojny światowej służył w Luftwaffe. Należał do ścisłego grona najbliższych współpracowników Kurt-Bertram von Döringa razem z Ernstem Udetem. Trzy tygodnie po samobójczej śmierci Udeta, Raven Freiherr von Barnekow także popełnił samobójstwo, w należącym do niego majątku Alt-Marin w Mierzynie.